# ディストラクション・ベイビーズ
『ディストラクション・ベイビーズ』は、2016年の日本のアクション・ドラマ映画である。監督を真利子哲也、主演を柳楽優弥が務めている。愛媛県松山市を舞台としている。

## あらすじ
2011年の愛媛県松山市。両親を早くに亡くし、港町で喧嘩に明け暮れる芦原泰良は、ある日、同居していた弟の将太の元から姿を消す。繁華街に現れた泰良は、道行く人々に次々と喧嘩を仕掛ける。高校生の北原裕也は泰良に興味を持ち、彼と行動を共にするようになる。
泰良と裕也は、商店街で暴力沙汰を起こしつづけ、世間からの注目を集める。2人は自動車を盗み、街を立ち去る。その車に乗っていたキャバクラ嬢の那奈は拘束されて、彼らに同行する羽目となる。同じ頃、商店街を訪れていた将太は、兄を捜そうとするが、友人たちと仲間割れする。
翌日、泰良たちを乗せた車が農村に着く。自分たちがテレビ番組やインターネットで取り上げられて警察に追われている身だと知った裕也は、苛立ちを募らせて、那奈に運転を代わらせる。那奈は、殴り倒された農夫が車の前に横たわっていることを知らず、農夫を轢いてしまう。彼女は、農夫の体をトランクに押し込むよう裕也から指示されるが、その作業の最中、農夫が息を吹き返す。とっさに那奈は農夫の首を絞めて、彼の息の根を止める。
その夜、泰良と裕也が乗った車を運転する那奈は、意図的に速度を上げて、対向車と衝突させる。瀕死状態で車を降りた裕也は、那奈に何度も蹴られた挙げ句、命を落とす。泰良は、対向車に乗っていた男性を殴り倒し、行方をくらます。
入院した那奈は、警察からの事情聴取に対して、全ての責任を泰良と裕也に負わせる。将太は港町に帰ってくるが、兄が事件を起こしたことにより、友人たちから侮辱を受ける。逆上した将太は友人たちに暴力をふるう。
将太は、地元で開催される喧嘩御輿を見に行き、その壮観に目を奪われる。同じ頃、港町に帰ってきていた泰良は、職務質問を行おうとした警察官と揉み合いになる。夜空に1発の銃声が響き渡る。泰良は、横たわる警察官を残し、その場をあとにするのであった。

## キャスト
- 芦原泰良 - 柳楽優弥

路上で突然暴力をふるう凶暴な男。
- 北原裕也 - 菅田将暉

泰良に惹かれていく高校生。18歳。
- 那奈 - 小松菜奈

キャバ嬢。
- 芦原将太 - 村上虹郎

泰良の弟。18歳。
- 健児 - 北村匠海

将太の友人。
- 三浦慎吾 - 池松壮亮

暴力団員。キャバクラの店長。
- 河野淳平 - 三浦誠己

暴力団員。
- 近藤和雄 - でんでん

泰良と将太の育ての親。漁船修理工の社長。
- 送迎ドライバー - 岩瀬亮
- 中国人キャバ嬢 - キャンディ・ワン
- バンドマン - テイ龍進
- 裕也の友人 - 岡山天音、吉村界人
- 暴力団員 - 高野春樹、玉井英棋
- 健児の友人 - 加藤幹夫、六車勇登
- 鳶職風の男 - 松浦祐也
- その他 - 松浦新

## スタッフ
- 監督 - 真利子哲也
- 脚本 - 真利子哲也、喜安浩平
- 製作 - 紙谷零、森口和則、太田和宏、大和田廣樹、王毓雅、阿南雅浩
- プロデューサー - 西ヶ谷寿一、西宮由貴、小田切乾、石塚慶生
- ラインプロデューサー - 金森保
- 企画・プロデュース - 朱永菁
- 撮影 - 佐々木靖之
- 編集 - 李英美
- 美術 - 岩本浩典
- 録音 - 高田伸也
- 衣裳 - 小里幸子
- ヘアメイク - 宮本真奈美
- 特殊メイク - JIRO
- アクション・コーディネーター - 園村健介
- VFXスーパーバイザー - オダイッセイ
- 助監督 - 茂木克仁
- 制作担当 - 柴野淳
- 音楽 - 向井秀徳
- 主題歌 - 向井秀徳「約束」
- 制作・配給・宣伝 - 東京テアトル
- 製作幹事 - DLE
- 製作 - 「ディストラクション・ベイビーズ」製作委員会（DLE、松竹メディア事業部、東京テアトル、ドリームキッド、大唐国際娯楽、エイベックス・ミュージック・パブリッシング）

## 製作
本作は、監督の真利子哲也が2012年、ミュージック・ビデオの撮影のために愛媛県松山市を訪れた際、バーのマスターから聞いた実話に着想を得ている。その人物と同世代だった真利子は「年齢的に近いという親近感と、やっていることのあり得なさ」で彼に興味を持ったのだという。
当初、本作には『喧嘩の凡て』という仮題がつけられていた。その後、別の題名へ変更することになり、その候補のひとつとして挙げられた『ディストラクション・ベイビーズ』（本作の音楽を担当した向井秀徳のバンド・ナンバーガールの楽曲「DESTRUCTION BABY」に由来）が正式に採用された。これは「『ディストラクション』が『Distraction（気晴らし、動揺）』『Destruction（破壊）』という類似する発音で2つの意味を持ち、今作に登場する若者たちの群像劇を象徴している」からであるという。
真利子哲也にとっては本作が商業映画デビュー作品となったが、インディーとメジャーの違いについて問われた際、真利子は「現場でやることは今までと大きく変わりないですし、周囲の影響で身動きがとれない、ということもなかった」と答えている。また、「前作の『イエローキッド』にもプロデューサーはいたので、僕の中で本当の意味でのインディーズ作品は初期の短編作品だけだと考えています」と述べている。
撮影は全て、ロケーション撮影、順撮りで行われた。夏の場面は2015年5月28日にクランクインし、6月14日にクランクアップした。

## 上映
2016年4月21日、本作の完成披露上映会が行われた。5月21日、全国で一般公開された。

### 関連製品
2016年5月21日、本作のオフィシャルブックが亜紀書房より刊行された。同書には、柳楽優弥、菅田将暉、小松菜奈、村上虹郎、真利子哲也、向井秀徳へのインタビューのほか、スタッフ証言録、映画監督の黒沢清のコメント、全シナリオが掲載されている。
同年12月7日、本作のDVDおよびBlu-rayが松竹より発売される。特典ディスクには、柳楽、菅田、小松、村上、真利子らにスポットを当てた5種類のメイキング映像、完成披露上映会の映像、真利子と向井と漫画家の新井英樹のトークイベント、真利子と瀬々敬久によるトークイベントの映像が収録されている。

## 評価
須永貴子は「特殊メイクもせずCGも使っていないのに、人でない者を体現する柳楽優弥は、モンスター級の俳優として覚醒した」と述べている。また、柳楽をはじめとした「強力な布陣のキャスティング」に言及しつつ、「彼らのメジャー感と演技力を借りながら、過去作がはらむ不穏さや先鋭性をさらにむき出しにした本作は、いい意味でもっとも見やすく、観客を選ばない」と述べて、「真利子監督のキャリア最高傑作であると同時に、日本映画の現在地点を示す」と評価した。
北小路隆志は、「真利子作品の政治的次元での先鋭さに注目すべきである」と述べた上で、「泰良は一匹の『戦争機械』として野に放たれ、『暴力階級』の生成と拡張、さらにはその悲惨と栄光を鮮烈なまでの強度で僕らに知らしめる」と指摘している。
ジョナサン・ロムニーは、「本作が日本版『ファイト・クラブ』として位置づけられる運命にあることは間違いないが、主人公の心身に変容がもたらされる点では、塚本晋也監督の『鉄男』をも想起させる」と述べている。

### 受賞

#### 日本国外
- 第69回ロカルノ国際映画祭（2016年）
  - 新進監督コンペティション部門・最優秀新進監督賞（真利子哲也）[19]
- 第38回ナント三大陸映画祭（2016年）
  - 銀の気球賞（準グランプリ）[20]

#### 日本国内
| 発表年 | 賞                           | 部門                         | 対象                                             | 結果       |
| ------ | ---------------------------- | ---------------------------- | ------------------------------------------------ | ---------- |
| 2016   | 第8回TAMA映画賞              | 特別賞                       | 真利子哲也と柳楽優弥およびスタッフ・キャスト一同 | 受賞       |
| 2016   | 第8回TAMA映画賞              | 最優秀新進男優賞             | 村上虹郎                                         | 受賞       |
| 2016   | 第8回TAMA映画賞              | 最優秀新進女優賞             | 小松菜奈                                         | 受賞       |
| 2016   | 第41回報知映画賞             | 監督賞                       | 真利子哲也                                       | ノミネート |
| 2016   | 第41回報知映画賞             | 主演男優賞                   | 柳楽優弥                                         | ノミネート |
| 2016   | 第41回報知映画賞             | 助演男優賞                   | 菅田将暉                                         | ノミネート |
| 2016   | 第38回ヨコハマ映画祭         | 2016年日本映画ベストテン     | ディストラクション・ベイビーズ                   | 第3位      |
| 2016   | 第38回ヨコハマ映画祭         | 森田芳光メモリアル新人監督賞 | 真利子哲也                                       | 受賞       |
| 2016   | 第38回ヨコハマ映画祭         | 撮影賞                       | 佐々木靖之                                       | 受賞       |
| 2016   | 第38回ヨコハマ映画祭         | 主演男優賞                   | 柳楽優弥                                         | 受賞       |
| 2016   | 第38回ヨコハマ映画祭         | 助演男優賞                   | 菅田将暉                                         | 受賞       |
| 2016   | 第38回ヨコハマ映画祭         | 最優秀新人賞                 | 小松菜奈                                         | 受賞       |
| 2016   | 第38回ヨコハマ映画祭         | 最優秀新人賞                 | 村上虹郎                                         | 受賞       |
| 2017   | 第90回キネマ旬報ベスト・テン | 日本映画ベスト・テン         | ディストラクション・ベイビーズ                   | 第4位      |
| 2017   | 第90回キネマ旬報ベスト・テン | 主演男優賞                   | 柳楽優弥                                         | 受賞       |
| 2017   | 第90回キネマ旬報ベスト・テン | 新人女優賞                   | 小松菜奈                                         | 受賞       |
| 2017   | 第90回キネマ旬報ベスト・テン | 新人男優賞                   | 村上虹郎                                         | 受賞       |
| 2017   | 第71回毎日映画コンクール     | 男優主演賞                   | 柳楽優弥                                         | ノミネート |
| 2017   | 第71回毎日映画コンクール     | 男優助演賞                   | 菅田将暉                                         | ノミネート |
| 2017   | 第71回毎日映画コンクール     | 音楽賞                       | 向井秀徳                                         | ノミネート |
| 2017   | 第26回東京スポーツ映画大賞   | 作品賞                       | ディストラクション・ベイビーズ                   | ノミネート |
| 2017   | 第26回東京スポーツ映画大賞   | 監督賞                       | 真利子哲也                                       | ノミネート |
| 2017   | 第26回東京スポーツ映画大賞   | 主演男優賞                   | 柳楽優弥                                         | ノミネート |
| 2017   | 第26回東京スポーツ映画大賞   | 助演男優賞                   | 菅田将暉                                         | 受賞       |
| 2017   | 第26回東京スポーツ映画大賞   | 新人賞                       | 小松菜奈                                         | ノミネート |
| 2017   | 第26回東京スポーツ映画大賞   | 新人賞                       | 村上虹郎                                         | ノミネート |